# Scopula sedataria
Scopula sedataria là một loài bướm đêm trong họ Geometridae.